# Pupalka dvouletá
Pupalka dvouletá (Oenothera biennis) je statná, žlutě kvetoucí, často solitérní rostlina dorůstající za příhodných podmínek až do výše 2 m. Je to jeden z více než 20 nepůvodních druhů velkého rodu pupalka vyrůstajících v České republice.

## Výskyt
Tento druh pravděpodobně pochází z Dálného východu, odkud se rozšířil téměř do celé Evropy a Ameriky. Podle některých autorů je v ČR původní, což je zpochybňováno. Jiné prameny pokládají za místo původu Severní Ameriku.
Původní areály výskytu druhu se nacházely na místech štěrkových naplavenin okolo středních a dolních toků velkých řek. Regulacemi vodních toků již těchto přirozených míst ubylo a pupalka dvouletá stále ve větší míře vyrůstá hlavně podél železničních tratí, silnic, na kamenitých březích, v pískovnách a lomech, na rumištích a dlouhodobých staveništích; její semena jsou do těchto míst šířena transportem zeminy.
Pupalka dvouletá je nenáročná rostlina, téměř pionýrská. Požaduje teplo, sucho a propustné, na živiny chudé hlinitopísčité půdy. V ČR roste roztroušeně až hojně od nížin do nadmořské výšky okolo 750 m, nejčastěji v teplejších oblastech na jihu Čech i Moravy. Bývá součásti společenstev svazů Bromion erecti, Geranion sanguinei a Trifolion medii.

## Popis
Dvouletá bylina, která v závislosti na přírodních podmínkách dorůstá do výšky od 50 až 200 cm, roste nejčastěji jednotlivě, řidčeji ve skupinkách. V prvém roce se vytvoří pouze přízemní listová růžice, tvořená celistvými, podlouhle vejčitými listy 10 až 30 cm dlouhými, zúženými v řapík. Druhého roku z dužnatého kůlovitého kořene, asi 2,5 cm tlustého a někdy i 40 cm dlouhého, s mnoha silnými postranními kořeny, roste mírně hranatá lodyha pokrytá ve spodní části nežláznatými a nahoře ve květenství i žláznatými chlupy. Přímá lodyha, vespod červenavě skvrnitá, bývá jednoduchá nebo občas nahoře rozvětvená. Lodyžní chlupaté listy dlouhé 5 až 20 cm a široké 2 až 5 cm jsou podlouhle opakvejčité, zubaté nebo celokrajné, u lodyhy přecházejí do krátkého řapíku a na koncích do špičky, střední žilku mívají načervenalou. Listy vyrůstají ve spirále, šestý list je ve svislici nad prvým.

Květní diagram pupalky dvouleté.

Pupeny květů vyrůstajících jednotlivě nebo po dvou z úžlabí listů jsou zelené a chlupaté. Pravidelné květy jsou přisedlé, ale na tenké 2 až 3 cm dlouhé korunní trubce vypadají zdánlivě stopkaté. Mívají 2 až 3 cm v průměru a vytvářejí husté květenství klas o délce do 70 cm. Z jeho vřetene odbočuje střídavě až 18 vztyčených větviček nepřerůstající centrální stonek; na vrcholku bývá klas sevřený. Oboupohlavné čtyřčetné květy mají zelenou češuli vysokou 24 až 38 mm. Zelené kališní plátky jsou nazpět ohnuté a mívají délku 17 až 38 mm. Žluté korunní plátky jsou širší než delší, měří 14 až 30 × 16 až 38 mm. V květu dále vyrůstá osm žlutých tyčinek s prašníky, které při zralosti mají velmi lepkavá pylová zrna. Ze spodního semeníku složeného se čtyř plodolistů prochází středem trubkovité číšky asi 4 cm dlouhá čnělka nesoucí čtyřlaločnou bliznu.
Rostlina rozkvétá od června do září, vonné květy se otvírají k večeru okolo 18. hodiny a nejdříve jsou zralé jen prašníky. Blizny jsou schopné opylit se až k ránu druhého dne, pak se okolo poledne nebo v podvečer koruna uzavře a uvadá. Prašníky se předtím krátce přiblíží k bliznám a v případě potřeby je dodatečně opylí, nato odpadne celé okvětí, číška i tyčinky. Ze semeníku po opylení vyroste zelená čtyřhranná protáhlá tobolka, dlouhá asi 3,5 cm a široká do 1 cm. Tobolky se od srpna postupně otevírají čtyřmi chlopněmi od vrcholu dolů a lehounká semena vypadávají. Na rostlině obvykle vyroste přes 100 tobolek, každá obsahuje až 300 olejnatých semen velkých 2 × 1,5 mm, která jsou na omak drsná. Po dozrání semen rostliny usychají. Semena klíčí většinou příštím rokem na konci dubna s nástupem teplého počasí.

## Využití
Pupalka dvouletá byla využívána pro svůj v prvém roce dužnatý kořen jako kořenová zelenina, čerstvé lodyhy sloužily za krmivo pro dobytek. Proslulá je však hlavně jako léčivá rostlina, ze které se sbírala semena. V současnosti je stále pěstována pro semena, z nichž se za studena lisuje pupalkový olej obsahující esenciální mastné kyseliny linolenovou, linolovou a olejovou, které se podílejí na imunologických funkcích lidského organismu. Pupalkový olej se používá pro kosmetické a léčebné účely, k hojení ran, při popáleninách, různých nemocech kůže a vnitřně při předmenstruačních bolestech, cévních chorobách a k celkovému posílení imunity a ochraně proti stresu. Pupalkový olej se též dá využít při onemocnění štítné žlázy.